# Fuchsia boliviana
Fuchsia boliviana Carrière, 1876 é uma espécie de arbustos perene da família das onagráceas, em geral com 2–4 m de altura, raramente 6 m, com distribuição natural nas zonas subtropicais isentas de geadas da região andina do sul do Peru, Bolívia e norte da Argentina, mas actualmente naturalizado em muitas regiões de clima subtropical. A espécie é cultivada como planta ornamental devido aos seus grandes racemos pendentes de vistosas flores escarlates de longo tubo.

## Descrição
F. boliviana é um arbusto ou árvore de pequeno porte, bissexual, densamente piloso, sensível às geadas, que cresce melhor com protecção da luz solar directa. Atinge em geral os 3,5 m de altura, mas pode crescer, em situações excepcionais, até aos 6 m de altura. É uma planta perenifólia, com ramos abertos e com tendência para alastramento horizontal em habitats abertos.
As folhas apresentam 5–20 cm de comprimento e 3–15 cm de largura, pilosas, de coloração verde-claro, opostas, elíptico-ovadas, ternadas, ocasionalmente alternadas nas zonas terminais dos ramos, com base aguda a arredondada, o ápice agudo a acuminado e o pecíolo avermelhado com 1–7 cm de comprimento.
As flores são bissexuais, formando inflorescências racemosas ou panículas terminais pêndulas, com ráquis com 5–30 cm de comprimento (até 60 cm no fruto), brácteas lanceoladas, reflexas, pedicelos com 5–15 mm de comprimento, tubo floral com 30–70 mm de comprimento, estreitamente tubular-infundibuliforme, sépalas com 10–20 mm de comprimento e 4–5 mm de largura na base, lanceoladas, tornando-se completamente reflexas na antese. O tubo floral e as sépalas são escarlates a vermelho intenso, com as pétalas mais ou menos crespadas, longitudinalmente acanaladas, caindo antes do tubo floral, vermelhas. Os filamentos apresentam-se em dois ciclos, um com 8–15 mm e outro de 5–10 mm de comprimento, vermelhos. A estigma é subglobosa.
O fruto é uma baga cilíndrica com 10-26×8–14 mm, de coloração purpúrea escura, comestível. Apresenta um número de cromossomas de 2n = 22. A propagação na natureza é por sementes.
F. boliviana é nativa das regiões andinas do sul do Peru, Bolívia e norte da Argentina, crescendo em regiões de clima subtropical isento de geadas. A planta requer protecção contra a luz directa do Sol.
A espécie foi inicialmente descrita como Fuchsia arborescens por Élie-Abel Carrière e publicado na Revue Horticole 48(8): 150–151, t. s.n. 1876.
A construção do binome da espécie tem como etimologia para o nome genérico Fuchsia, nome criado por Charles Plumier em finais do século XVII, o nome do botânico alemão Leonhart Fuchs (1501-1566), e para o epíteto específico boliviana a origem geográfica na Bolívia do espécime tipo.
Existe um cultivar com floração branca, denominado 'Alba', com tubo floral branco e pétalas escarlate. As variedades cultivadas da planta são muito utilizadas em jardinagem e paisagismo quando se pretende um crescimento em sombra ou meia-sombra em climas subtropicais mais frescos, em especial em regiões com neblinas frequentes. As plantas requerem protecção contra a exposição directa ao sol durante muitas horas e contra temperaturas que excedam os 40 °C. As plantas resistem até -4 °C por períodos curtos. A propagação em jardinagem é por sementes ou por estaca.
Os frutos são adocicados, comestíveis, de coloração vermelho-violáceo, com 10–26 mm de comprimento, considerados muito saborosos, lembrando o kiwi. Os frutos são vendidos nas feiras bolivianas e muito apreciados pelo povo local. As flores em forma de trombeta abrem continuamente durante meses, mantendo a planta florida durante grande parte do ano.

## Galeria

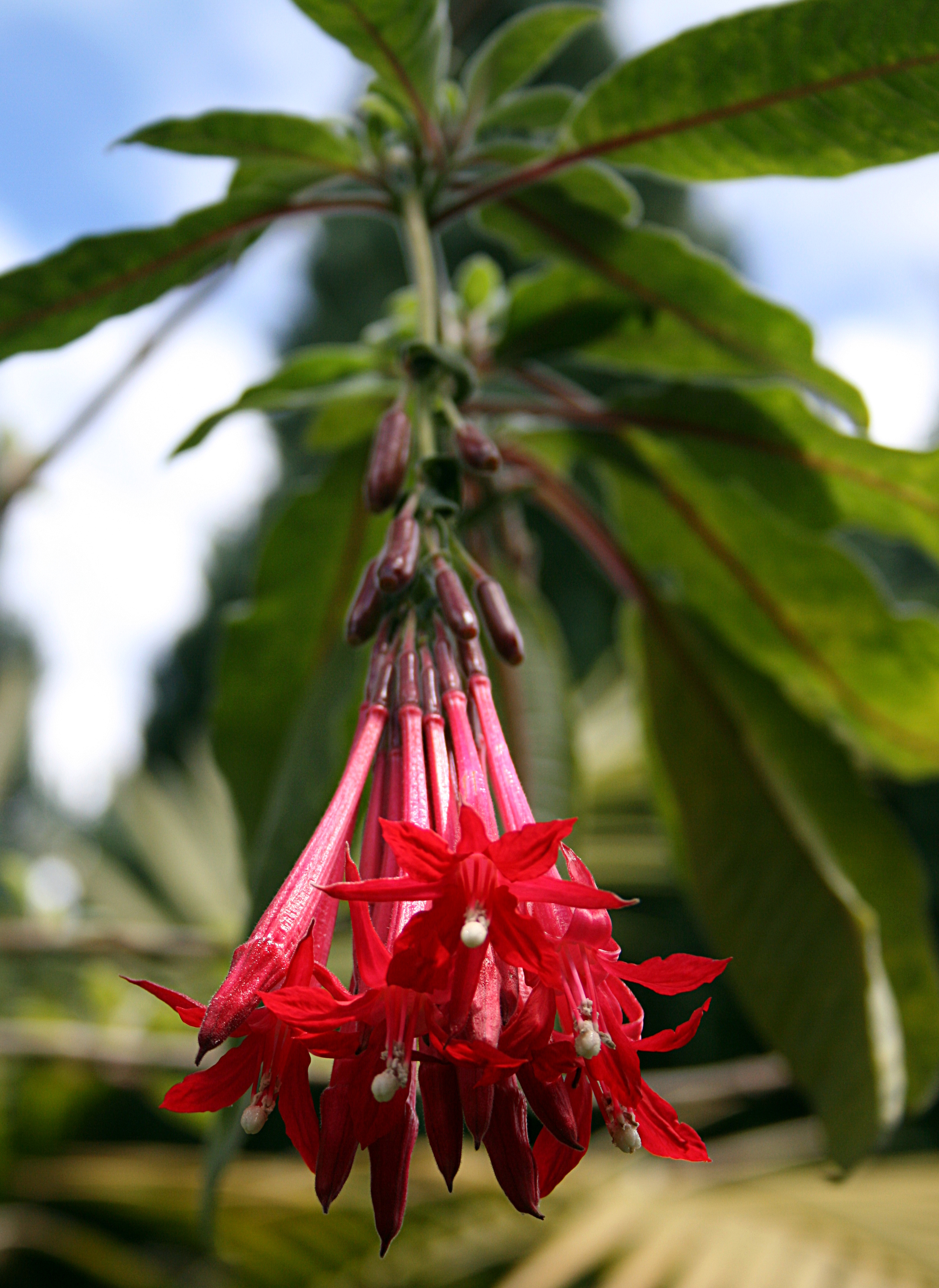
Fuchsia boliviana.
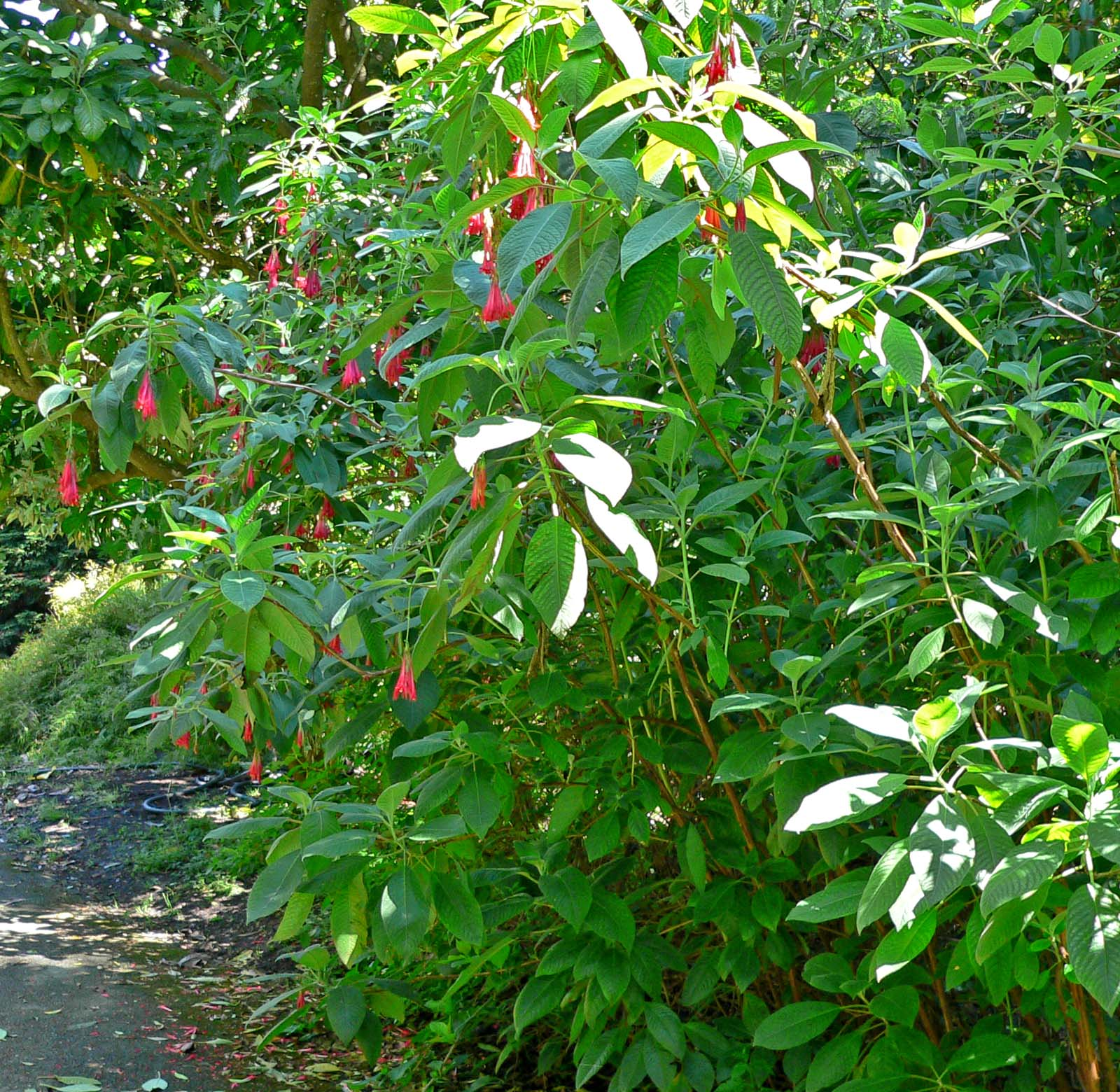
Hábito da planta.
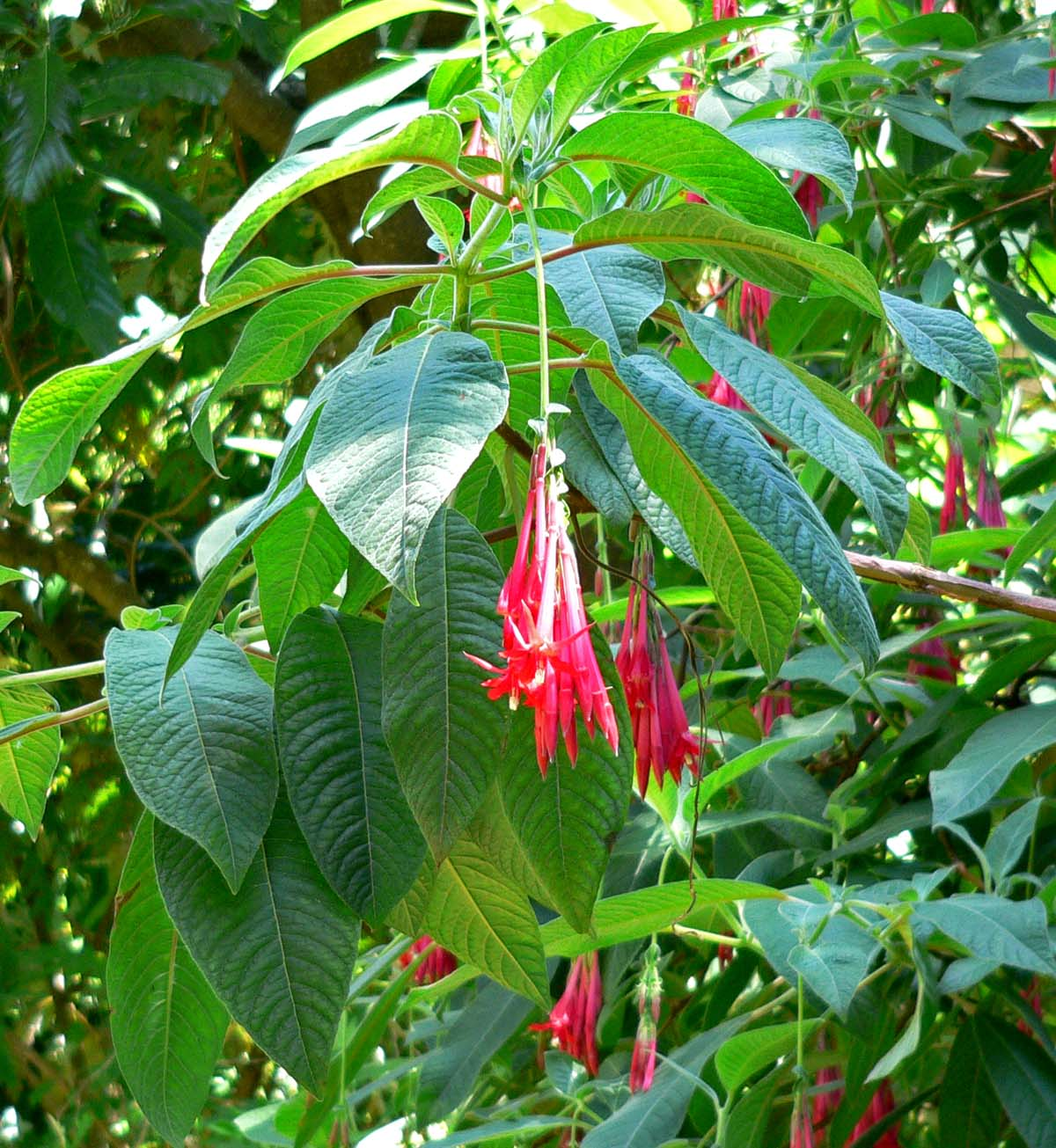
Inflorescência.
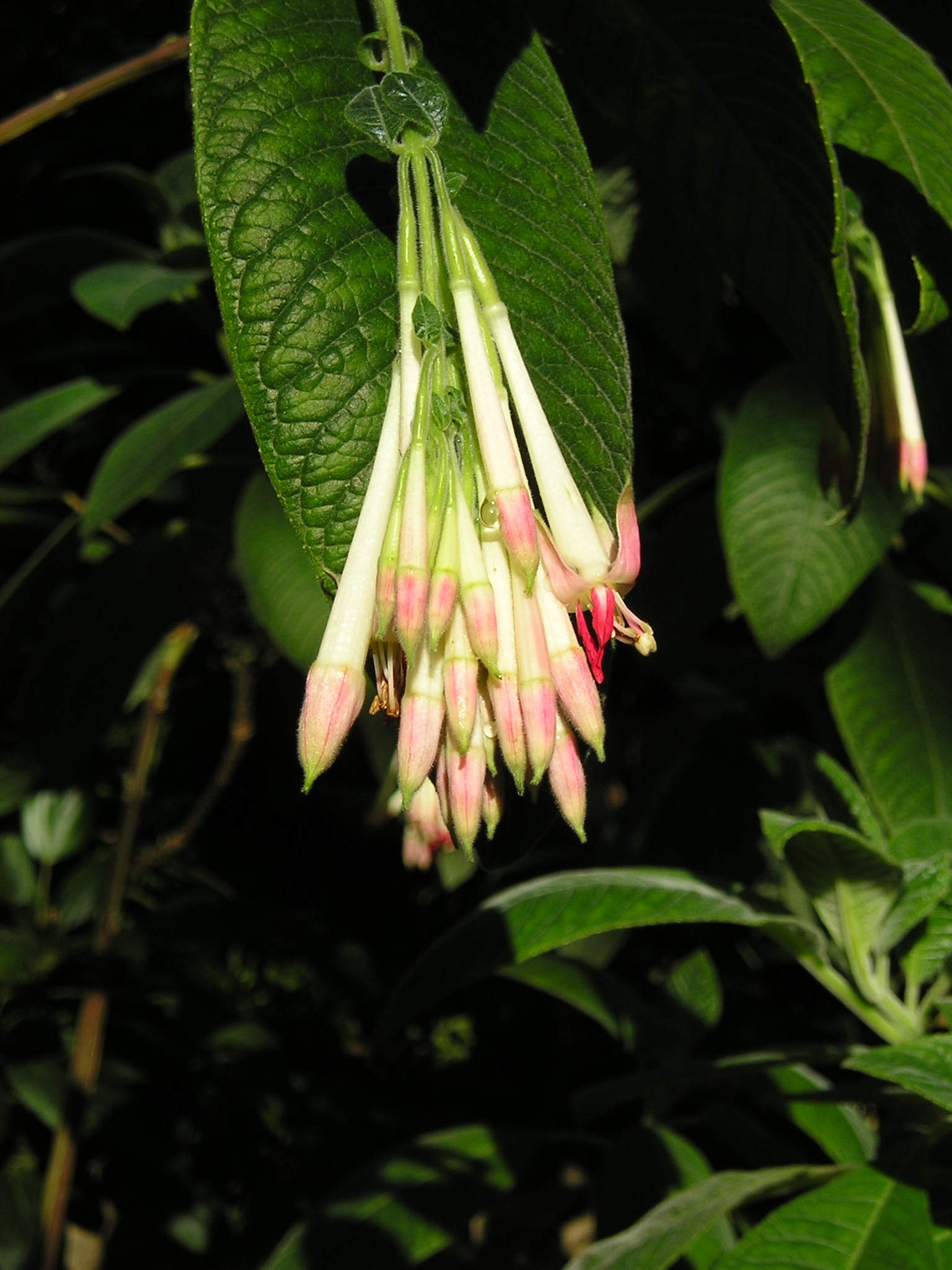
Cultivar 'Alba'.